# Asclepias selloana
Asclepias selloana är en oleanderväxtart som beskrevs av Fourn.. Asclepias selloana ingår i släktet sidenörter, och familjen oleanderväxter. Inga underarter finns listade i Catalogue of Life.